# Гайленд-Гейвен (Техас)
Гайленд-Гейвен (англ. Highland Haven) — місто (англ. city) в США, в окрузі Бернет штату Техас. Населення — 418 осіб (2020).

## Географія
Гайленд-Гейвен розташований за координатами 30°36′26″ пн. ш. 98°23′43″ зх. д. / 30.60722° пн. ш. 98.39528° зх. д. (30.607149, -98.395220).  За даними Бюро перепису населення США в 2010 році місто мало площу 1,36 км², з яких 1,10 км² — суходіл та 0,27 км² — водойми.

## Демографія
Згідно з переписом 2010 року, у місті мешкала 431 особа в 224 домогосподарствах у складі 150 родин. Густота населення становила 316 осіб/км².  Було 321 помешкання (235/км²).
Расовий склад населення:
| - 97,0 % — білих - 0,5 % — корінних американців - 0,5 % — азіатів - 0,2 % — чорних або афроамериканців |

До двох чи більше рас належало 1,6 %. Частка іспаномовних становила 3,0 % від усіх жителів.
За віковим діапазоном населення розподілялося таким чином: 8,6 % — особи молодші 18 років, 44,5 % — особи у віці 18—64 років, 46,9 % — особи у віці 65 років та старші. Медіана віку мешканця становила 63,6 року. На 100 осіб жіночої статі у місті припадало 93,3 чоловіків;  на 100 жінок у віці від 18 років та старших — 93,1 чоловіків також старших 18 років.
Середній дохід на одне домашнє господарство  становив 71 753 долари США (медіана — 58 750), а середній дохід на одну сім'ю — 81 597 доларів (медіана — 64 375). За межею бідності перебувало 3,3 % осіб, у тому числі 0,0 % дітей у віці до 18 років та 0,9 % осіб у віці 65 років та старших.
Цивільне працевлаштоване населення становило 142 особи. Основні галузі зайнятості: освіта, охорона здоров'я та соціальна допомога — 29,6 %, науковці, спеціалісти, менеджери — 20,4 %, публічна адміністрація — 17,6 %.